# Indraline
L'indraline est une substance chimique qui présente des effets stimulants pour le métabolisme. 

L' Indraline est un « alpha-adrenomimetique » (alpha-1(B)-adrénoagoniste), qui fait partie du groupe des adrénomimétiques qui sont des stimulants du métabolisme (autrefois baptisés « sympathomimétiques ») ;

Cette molécule a aussi des effets nettement radioprotecteurs pour la peau, certains organes et pour l'ADN cellulaire exposés à une source radioactive. Ces effets radioprotecteurs sont étudiés chez l'animal (Souris, rat, hamster, cochon d'Inde, chien, et singe Rhésus, au moins en Russie, et au moins depuis le début des années 1960) pour ce qui est de la littérature publiée et accessible à tous. 
L'indraline développe cependant des effets toxiques, et une toxicité aiguë au-delà d'une certaine dose (variable selon l'espèce). Cette toxicité aiguë, dans certaines conditions peut être atténuée par des métallothionéines ; Zn-métallothionéine (Zn-MT) par exemple ;

## Dénominations
L'indraline est parfois désignée par le code « B 190 » ou dite «  Agent B-190 ».

## Propriétés radioprotectrices externes
Elles ont été étudiées sur des rats et des souris de laboratoire en usage externe (crèmes topiques) appliquées sur la peau de souris préalablement exposées à une dose de 38,3 Gy de rayons gamma, via une source de cobalt 60.  

Lors de ces expériences les effets de cette molécule sur les radiolésions induites (précoces ou plus tardives) ont été comparés aux effets d'autres molécules effectivement ou potentiellement radioprotectrices telles que phényléphrine (mesaton), mélatonine, indométaphène ou naphthyzine (naphazoline ; C14H15ClN2).

À titre d'exemple pour la souris, le facteur de réduction de dose était de 1,27 à 1,32 pour l'indraline (utilisée en pommade en contenant de 1 à 10 %) et de 1,29 pour la phényléphrine (pommade à 0,25 %). 

Les effets antioxydants n'ont que peu réduit l'effet de brûlure de la peau. Mais  Au plus tard, les blessures de rayonnement local, comme la contracture derrière, l'efficacité de l'indraline était de 1,33 à 1,5, celle de la phényléphrine était de 1,28, et celle de mélatonine (pommade à 2 et 5 %) était de 1,23 à 1,47.

## Effets protecteurs internes ou systémiques
Les effets de l'indraline sur le métabolisme et la vie de la cellule, ainsi que sur des organes et certains paramètres métaboliques observés dans le sang périphérique, ont été étudiés en Russie chez des chiens et souris irradiés. Ces études (et d'autres) ont montré que l'indraline :
- stimule la biosynthèse des précurseurs de l'ADN[7] ;
- stimule que la biosynthèse de l'ADN[7] ;
- stimule la synthèse de protéines dans les cellules des organes irradiés[7]
- stabilise le taux d'ATP[7]
- stabilise la synthèse de glycogène[7] ;
- induit l'activité d'une enzyme importante (ribonucléotide réductase) et augmente la teneur en  Fe(3+)-transferrine en  phase de réparation compensatoire chez les animaux irradiés[7] ;
- joue aussi un rôle régulateur, en empêchant à la fois l'hyper-développement de la réponse réparatoire, et son effondrement en cas d'irradiation à des doses létales[7] ;
- a un effet radioprotecteur pour les glandes salivaires  irradiées par rayonnement X (effet mesuré chez l'animal avec dose d'indraline de 100 mg·kg-1, l'effet étant mesuré par la pesée des glandes[8]).

La somme de ces effets positifs réduit « considérablement » les dommages causés par l'irradiation gamma sur la biosynthèse de macromolécules juste après une irradiation externe.

## Effets protecteurs de la spermatogenèse en cas d'irradiation
Il est démontré chez la souris (réduction du nombre de mutations des cellules germinales masculines irradiées, diminution des translocations réciproques, et stabilisation du poids des testicules).
L'effet radiorotecteur contre les dommages génétiques varie cependant selon la dose d'irradiation et le stade de la spermatogenèse, avec un indice de protection variant de 0,16 à 0,35. 
Chez le chien, le rôle d'une hypoxie circulatoire pharmacologique induite par l'indraline est supputé. Chez cet animal la mexamine (dosée à 10 mg·kg-1) induit (vérifié par l'angiographie) des perturbations hémodynamiques importantes, dont une vasoconstriction de 20 à 40 % des grandes artères des jambes, du bassin et de l'abdomen, alors que l'indraline n'a pas cet effet. 
Par contre l'indraline - comme la mexamine, mais un peu moins - perturbe fortement la circulation sanguine dans la moelle osseuse et la rate (40 à 50 % et 70 à 80 % de ralentissement respectivement). L'indraline a ainsi causé une diminution de 50 % de l'oxygénation de la moelle, et avec un effet radioprotecteur (non constaté pour la mexamine). Une hypoxie aiguë (5-7 % d'O2) a augmenté de 40 % le taux de survie en post-radiothérapie pour les chiens irradiés et traités à l'indraline. Cet effet radioprotecteur des indraline peut être bloqué par le tropaphène et il est réduit quand on donne de l'oxygène pur à respirer au chien. La splénectomie n'a pas diminué ni augmenté les propriétés radioprotectrices de l'indraline, ce qui conforte l'hypothèse d'un mécanisme radioprotecteur de type alpha-adrénomimétique.

## Effet sur la survie
Les animaux traités à l'indraline survivent mieux, au moins à court terme à l'irradiation externe, même à des doses normalement mortelle, surtout si l'on a aussi protégé certains organes vitaux (dont le foie). Cet effet semble au moins en partie dû aux interactions de l'indraline avec les alpha-adrénorécepteurs et par suite aux effets bénéfiques de l'indraline sur la bonne réparation et réplication de l'ADN.
Chez l'animal (rat de laboratoire irradiés à dose de 6,0 et 7,0 Gy), le taux de survie et la rapidité de la régénération du système hématopoïétique sont encore améliorés par l'usage de tranquillisants (aphobazole, phenazepamum) associés au traitement à l'indraline. L'explication serait que ces tranquillisants réduisent le stress émotionnel prolongé dû au traumatisme de l'irradiation.

## Autres effets protecteurs de l'indraline
Chez l'animal (souris de laboratoire), l'indraline se montre capable de significativement diminuer l'hémotoxicité du carboplatine  (administré à la dose de 125 mg·kg-1, en injection intrapéritonéale, causant la mort de 80 à 100 % des souris en moyenne (médiane) en 6 jours (3 à 17). Une dose orale unique d'indraline (100 mg·kg-1) dans la première minute, ou 15 minutes après l'injection de carboplatine (125 mg·kg-1) a augmenté la survie des animaux de 40,0 à 46,7 % sur 20 jours. L'indraline injectée 1, 2 ou 4 h après l'injection de carboplatine n'a cependant aucun effet chimioprotecteur. 
Chez la souris de laboratoire, l'indraline (injectée 5 minutes après l'irradiation, en intrapéritonéale) diminue aussi fortement le rejet de greffe lors d'une greffe associée à une irradiation. Dans l'expérience, sans indraline, toutes les souris greffées (transplantation intrapéritonéale de 40 × 106 splénocytes semi-allogéniques) meurent, alors qu'avec administration d'indraline après l'irradiation, 30 % des souris greffées survivent.